# همسر پزشک
همسر پزشک (به ژاپنی: 華岡青洲の妻 Hanaoka Seishū no tsuma) یک کتاب رمان تاریخی ژاپنی است که توسط سوواکو آرییوشی در سال ۱۹۶۶ نوشته شده‌است.